# Distretto di Mohyliv-Podil's'kyj
Il distretto di Mohyliv-Podil's'kyj (in ucraino Могилів-Подільський район?) è un distretto nell'oblast' di Vinnycja in Ucraina. Il suo centro amministrativo è la città di Mohyliv-Podil's'kyj.Ha una popolazione di 139 828 abitanti.

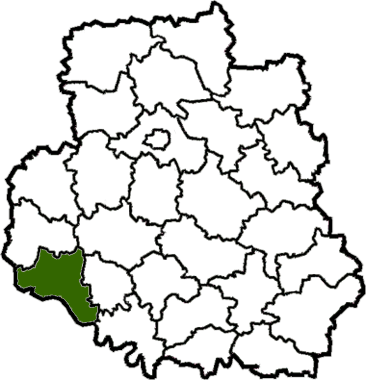
Territorio del distretto prima della riforma amministrativa del 2020

Il 18 luglio 2020, come parte della riforma amministrativa dell'Ucraina, il numero di distretti dell'oblast di Vinnycja è stato ridotto a sei e l'area del distretto di Mohyliv-Podil's'kyj è stata notevolmente ampliata.

## Geografia antropica
Il distretto è suddiviso in 7 comunità territoriali (hromada).

### Situazione ante 2020
Il distretto era suddiviso in un insediamento di tipo urbano (Vendyčanśka) e 27 comuni rurali..